# علم المواد المحوسب

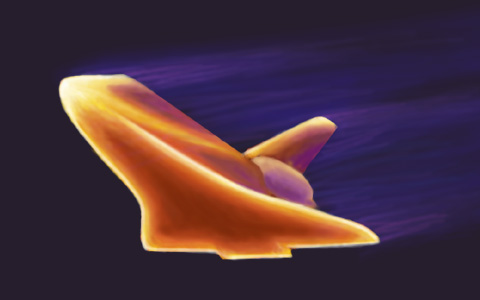
محاكاة حاسوبية لتسخين مركبة مكوكية فضائية عند العودة. يمكن أن تصل درجات الحرارة على الجزء الخارجي من المكوك إلى 3000 درجة فهرنهايت (1650 درجة مئوية) خلال هذه المرحلة من الرحلة.

تستخدم علوم وهندسة المواد االمحوسبة النمذجة والمحاكاة والنظرية والمعلوماتية لفهم المواد. تشمل الأهداف الرئيسية اكتشاف مواد جديدة، وتحديد السلوك المادي والآليات لذلك، وشرح التجارب، واستكشاف نظريات المواد. إنه مشابه للكيمياء المحوسبة وعلم الأحياء المحوسب كحقل فرعي متزايد الأهمية لعلوم المواد.